# Horatio Sanz
Horatio Sanz (nacido en Santiago de Chile el 4 de junio de 1969)  es un actor, comediante y productor estadounidense, conocido por ser parte del reparto de Saturday Night Live desde 1998 hasta 2006. Sanz más recientemente se encuentra trabajando con su antiguo compañero Chris Parnell en la serie de Comedy Central, Big Lake.

## Vida personal
Sanz, el más joven de tres hermanos, nació en Santiago de Chile aunque su familia ya vivía en Estados Unidos antes que él naciera. Vivió un par de años en Chile y luego creció en un vecindario del noroeste de Chicago (estado de Illinois).
En noviembre de 2008, Sanz sorprendió a sus fanes al realizar su primera aparición pública en más de un año, después de haber perdido más de 45 kilos. En junio del 2009 apareció en el Late Night with Jimmy Fallon, señalando que había bajado tanto de peso por haber dejado de beber alcohol.

## Carrera profesional
Desde temprana edad, Sanz fue miembro de los teatros Teatro Court y The Second City: fue uno de los integrantes del Chicago ETC Theater y también fue uno de los fundadores de Upright Citizens Brigade (UCB), un grupo de sketches e improvisación. Además sigue realizando regularmente espectáculos de improvisación como “ASSSSCAT 3000”, aparte de lo cual UBC es uno de los más populares teatros de comedia en Nueva York y Los Ángeles.

## Saturday Night Live
Sanz se unió al reparto de SNL en septiembre de 1998, al comienzo de la temporada 31, durante un tiempo fue reemplazante de Tina Fey en la sección del programa Weekend Update, como coconductor por el prenatal de Fey. El 20 de septiembre de 2006, SNL anunció que Sanz no continuaría, debido a masivos recortes de presupuesto que requerían que Lorne Michaels decidiera entre reducir la producción del programa o deshacerse de actores de alto perfil.
Sanz fue el cuarto miembro de la historia de SNL en nacer fuera de Estados Unidos, después de Tony Rosato, Pamela Stephenson y Morwenna Banks. Además fue el primer latino en integrarse al elenco.
Sanz volvió a SNL como invitado el 3 de febrero de 2007, apareciendo como Elton John y de nuevo el 3 de noviembre, como el candidato a la presidencia Bill Richardson, y una vez más el 17 de diciembre de 2011, en el especial navideño, como él mismo para interpretar la canción "I Wish It Was Christmas Today".

### Personajes enSaturday Night Live
- Gobi, como coconductor del sketch "Jarret’s Room", junto a Jimmy Fallon.
- Comprador en el sketch "Jeffrey's Clothing Store".
- Ferey Mühtar, conductor en el sketch "The Ferey Mühtar Talk Show"
- Manuel Pantalones, como líder en "Showbiz Grande Explosion"
- Frankie Hilbert, Como parte del sketch "Boston Teens".
- Vasquez-Gomez-Vasquez
- Uno de los actores de la parodia a la telenovela de Telemundo Besos y lágrimas

### Imitaciones enSaturday Night Live
- Alfred Hitchcock
- Elton John
- Gene Shalit
- Aaron Neville
- Ozzy Osbourne
- Rosie O'Donnell
- Bill Richardson
- Barney Frank
- Billy Joel
- Freddy Fender
- Rubeus Hagrid
- Ron Jeremy
- Saddam Hussein
- Khalid Sheikh Mohammed
- Matt LeBlanc
- Jonathan Lipnicki
- Kim Jong-il
- Vin Diesel
- Gerardo
- Jerry Garcia
- Bruce Vilanch
- Truman Capote
- Louie Anderson
- Jimmy Buffett

## Carrera post SNL
Sanz fue parte de la sitcom de ABC In The Motherhood en el 2009. En el 2010 se unió con su excompañero de SNL Chris Parnell y realizaron juntos la serie de Comedy Central Big Lake. Desde 2010 y 2011, Sanz es escritor y productor de la serie de Comedy Central Nick Swardson's Pretend Time.

## Películas y televisión
- 1994: Miracle on 34th Street
- 1998-2006: Saturday Night Live (serie de televisión)
- 2000: Road Trip
- 2001-2004: Fillmore!  (serie animada de televisión)
- 2001: Tomcats
- 2002: The New Guy
- 2003: Boat Trip
- 2003: National Lampoon's Barely Legal
- 2005: Rebound
- 2005: The Man
- 2006: School for Scoundrels
- 2007: Lucky You
- 2008: Step Brothers
- 2009: In The Motherhood
- 2009: Hollywood & Wine
- 2009: Me Time
- 2009: Year One
- 2009: May the Best Man Win
- 2010: 30 Rock  (serie de televisión entre 2006 y 2013)
- 2010: Hollywood & Wine
- 2010: Nick Swardson's Pretend Time
- 2010: Players
- 2010: Big Lake
- 2011: Freak Dance
- 2011: High Road
- 2012: The Life & Times of Tim
- 2012: Girls (serie de televisión)
- 2012: The dictator
- 2012: Bachelorette
- 2012: Wreck-It Ralph
- 2013: The Greatest Event in Television History
- 2013: G.B.F.
- 2013: Late Night with Jimmy Fallon (anunciador invitado)[6]
- 2014: The Hotwives of Orlando
- 2014: Bad Judge (serie de televisión)
- 2014: A Better You
- 2014: Comedy Bang! Bang!
- 2014: The Tonight Show Starring Jimmy Fallon (participación especial)
- 2018: Ralph Breaks the Internet
- 2019: Zeroville
- 2019: The Mandalorian (serie de televisión), como Mythrol, en el episodio 1.